# ستيفن ميس
ستيفن ميس (بالإنجليزية: Steven Mays) هو مصارع رياضي أمريكي، ولد في 17 يونيو 1966 في بينساكولا في الولايات المتحدة.

## وصلات خارجية
- ستيفن ميس على موقع قاعدة بيانات المصارعة الدولية (الإنجليزية)
- ستيفن ميس على موقع أوليمبيديا (الإنجليزية)